# Rezervația peisagistică Daniceva
Daniceva (în ucraineană Даничеве) este o rezervație peisagistică de importanță locală din raionul Bârzula, regiunea Odesa (Ucraina), situată lângă satul Pesceana (parcelele 47-51 din silvicultura de stat „Balta”).
Suprafața ariei protejate constituie 354 de hectare, fiind creată în anul 1993 prin decizia comitetului executiv regional. Statul a fost acordat pentru protejarea pădurii de la granița zonelor de stepă și silvostepă și singurul loc din regiune unde cresc pini bătrâni. Rezervația are o mare importanță ecologică și recreativă. Pe teritoriul său apar specii rare și pe cale de dispariție de floră și faună.